# Alt (parish)
Alt var en civil parish från 1894 till 1954 då den blev en del av Oldham, Ashton under Lyne och Mossley, i grevskapet Lancashire (nu Greater Manchester), i England. Denna civil parish hade 746 invånare år 1951.